# Anders Nordén
Anders Nordén, född 1742, död 2 maj 1788 i Katarina församling, Stockholm, var en svensk kantor, kollega och operasångare. Han var engagerad vid Operan i Stockholm 1773–1787. Han medverkade i ett antal av de stora operauppsättningarna under den gustavianska tiden.

## Biografi
Nordén var son till kantorn Carl Nordén vid Klara kyrka i Stockholm. Han arbetade i början av sitt yrkesliv som kollega i Stockholm. Han var kantor i S:t Jacobs kyrka åren 1765–1772. Nordén uppträdde första gången som skådespelare och operasångare 1773 som Neptunus i Thetis och Pelée. Han slutade på kungliga operan 1787. Senare var han skollärare och kantor i Katarina församling. Han avled 2 maj 1788 i Katarina församling och begravdes 9 maj samma år.
Om Nordén har hans samtid sagt: ”Han går Stenborg ganska nära, derest han ej strider om företrädet. Hvad för skön ställning! Hvad eld i hans aktion!”.
Nordén gifte sig 1775 med Sara de Broen (1752–1794).

## Roller
| År   | Roll                   | Produktion                   | Regi | Teater                  |
| ---- | ---------------------- | ---------------------------- | ---- | ----------------------- |
| 1773 | Neptunus               | Thetis och Pelée             |      | Stora Bollhuset         |
| 1773 | Damon                  | Acis and Galatea             |      | Stora Bollhuset         |
| 1776 | Usbeck                 | Aline, drottning av Golkonda |      | Stora Bollhuset         |
| 1776 | Blaise                 | Lucile                       |      | Stora Bollhuset         |
| 1777 | Jan Ludvig             | Alexis eller Deserteuren     |      | Stora Bollhuset         |
| 1778 | Misstanken             | Procris och Cephal           |      | Stora Bollhuset         |
| 1778 | Hövdingen för fångarna | Amphion                      |      | Stora Bollhuset         |
| 1778 | Martin                 | Gripon och Martin            |      | Stora Bollhuset         |
| 1780 | Artur                  | Arsène                       |      | Stora Bollhuset         |
| 1781 | Thersander             | Roland                       |      | Stora Bollhuset         |
| 1782 | Palmore                | Cora och Alonzo              |      | Gustavianska operahuset |
| 1784 | Morphée                | Atys                         |      | Gustavianska operahuset |
| 1786 | Joachim Brahes skugga  | Gustaf Wasa                  |      | Gustavianska operahuset |